# Mallamooppampatti
Mallamooppampatti là một thị trấn thống kê (census town) của quận Salem thuộc bang Tamil Nadu, Ấn Độ.

## Nhân khẩu
Theo điều tra dân số năm 2001 của Ấn Độ, Mallamooppampatti có dân số 6783 người. Phái nam chiếm 52% tổng số dân và phái nữ chiếm 48%. Mallamooppampatti có tỷ lệ 53% biết đọc biết viết, thấp hơn tỷ lệ trung bình toàn quốc là 59,5%: tỷ lệ cho phái nam là 61%, và tỷ lệ cho phái nữ là 45%. Tại Mallamooppampatti, 13% dân số nhỏ hơn 6 tuổi.